# Avoca (Australia)
Avoca – miasto w Australii, w stanie Wiktoria.